# Mórpez

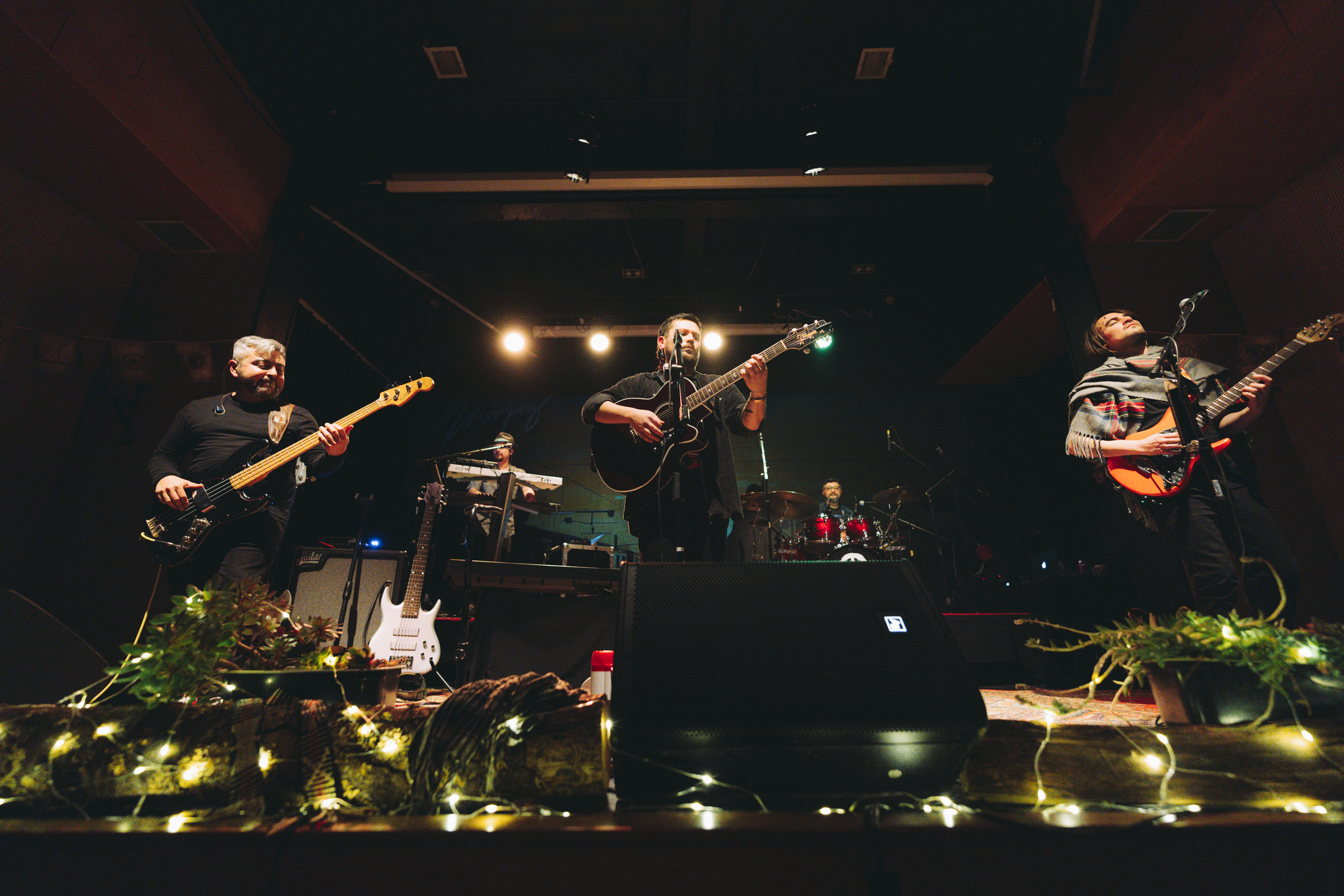
Lanzamiento Cada hoja, un planeta en CAMM. Agosto 2024, Puerto Varas, Los Lagos.

## Mórpez
Mórpez es una banda chilena de folk y pop latinoamericano formada en 2018. La banda está compuesta por Alonso Mórpez (voz y guitarra acústica), Oscar Ojeda (guitarra eléctrica), Ángelo Masias (bajo), Diego "Dirk" Rodríguez (teclado y piano), y Waldo Jeria (batería).

### Historia
Mórpez fue fundada a fines de 2021 por Alonso Morales López (voz y guitarra) y Óscar Ojeda Barría (guitarra y voz), a quienes se sumaron Waldo Jeria Contreras (batería), Angelo Masías Hernández (bajo) y Diego Rodríguez Cereceda (teclados y producción). La banda comenzó sus actividades oficialmente en 2022, destacando rápidamente en la escena musical del sur de Chile por su estética sonora y propuesta escénica.
Durante sus primeros años, Mórpez desarrolló una activa agenda de presentaciones en vivo, participando en conciertos compartidos con reconocidos artistas nacionales como Nano Stern, Pedropiedra, Tata Barahona, Fernando Milagros y Congreso. Además, fueron seleccionados para representar a la Región de Los Lagos en la Red Nacional de Festivales Escuelas de Rock y Música Popular 2024, organizada por el Ministerio de las Culturas, las Artes y el Patrimonio.
En 2024, la banda lanzó su segundo disco titulado "Cada hoja, un planeta", un álbum conceptual que refleja su identidad musical y territorial. Este trabajo se encuentra disponible en plataformas digitales y ha sido destacado por su producción cuidada, letras sensibles y un enfoque estético que mezcla la melancolía sureña con una mirada universal.]]

### Discografía

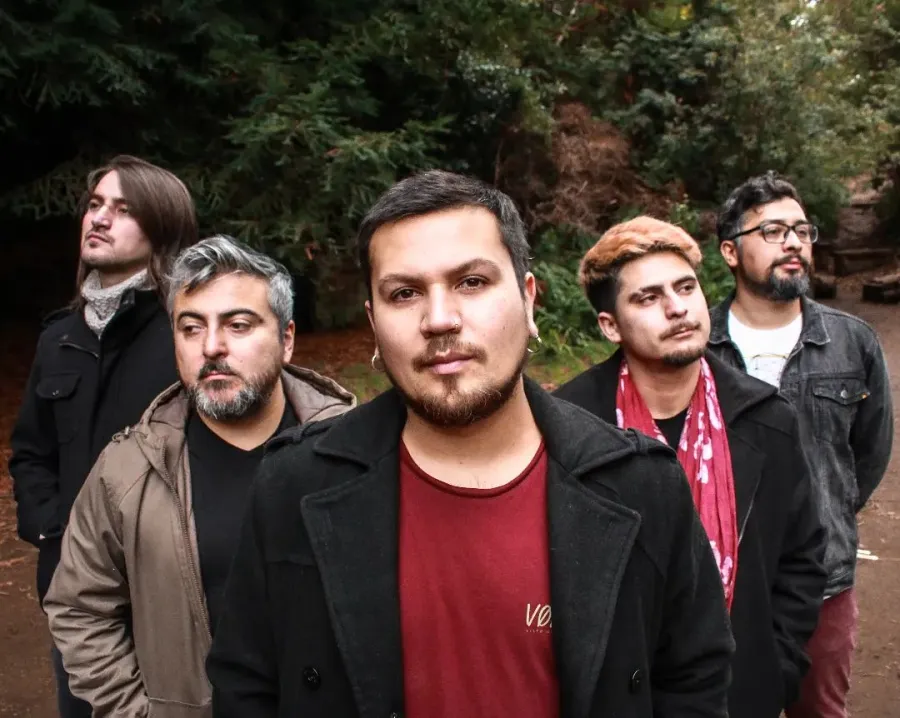
Mórpez se encuentra vigente y con esta formación desde el año 2022. (de izq. a der. Oscar Ojeda, Angelo Masias, Alonso Mórpez, Diego Rodríguez y Waldo Jeria

- Álbumes de estudio

```
 * 
Cortafuego
 (2017)
 * 
Cada hoja, un planeta
 (2024)
```

### Proyectos Recientes
A mediados de 2025, Mórpez fue seleccionado para realizar una gira nacional con presentaciones en Valparaíso, Viña del Mar, Quilpué y Santiago, fortaleciendo su presencia en el centro del país. Además, preparan su tercer trabajo discográfico, que será producido en Chitakay Soundlab (Puerto Varas) y masterizado por Patricio Portius en Santiago. Este nuevo álbum contará con una campaña integral de difusión a cargo de una agencia especializada, un videoclip y un concierto de lanzamiento en el Centro de Arte Molino Machmar (CAMM).

### Estilo y Influencias
El sonido de Mórpez ha sido descrito como íntimo, atmosférico y emotivo, combinando guitarras acústicas, sintetizadores, percusiones orgánicas y armonías vocales. Su propuesta fusiona influencias de la música de raíz latinoamericana, el folk moderno y el pop alternativo.
En sus presentaciones en vivo, la banda integra una puesta visual escenográfica, que incluye iluminación, vestuario y proyecciones audiovisuales ligadas a elementos naturales del sur de Chile, reforzando el carácter narrativo y contemplativo de su música.

### Miembros
- Alonso Mórpez - Voz y guitarra acústica
- Oscar Ojeda - Guitarra eléctrica
- Ángelo Masias - Bajo
- Diego "Dirk" Rodríguez - Teclado y piano

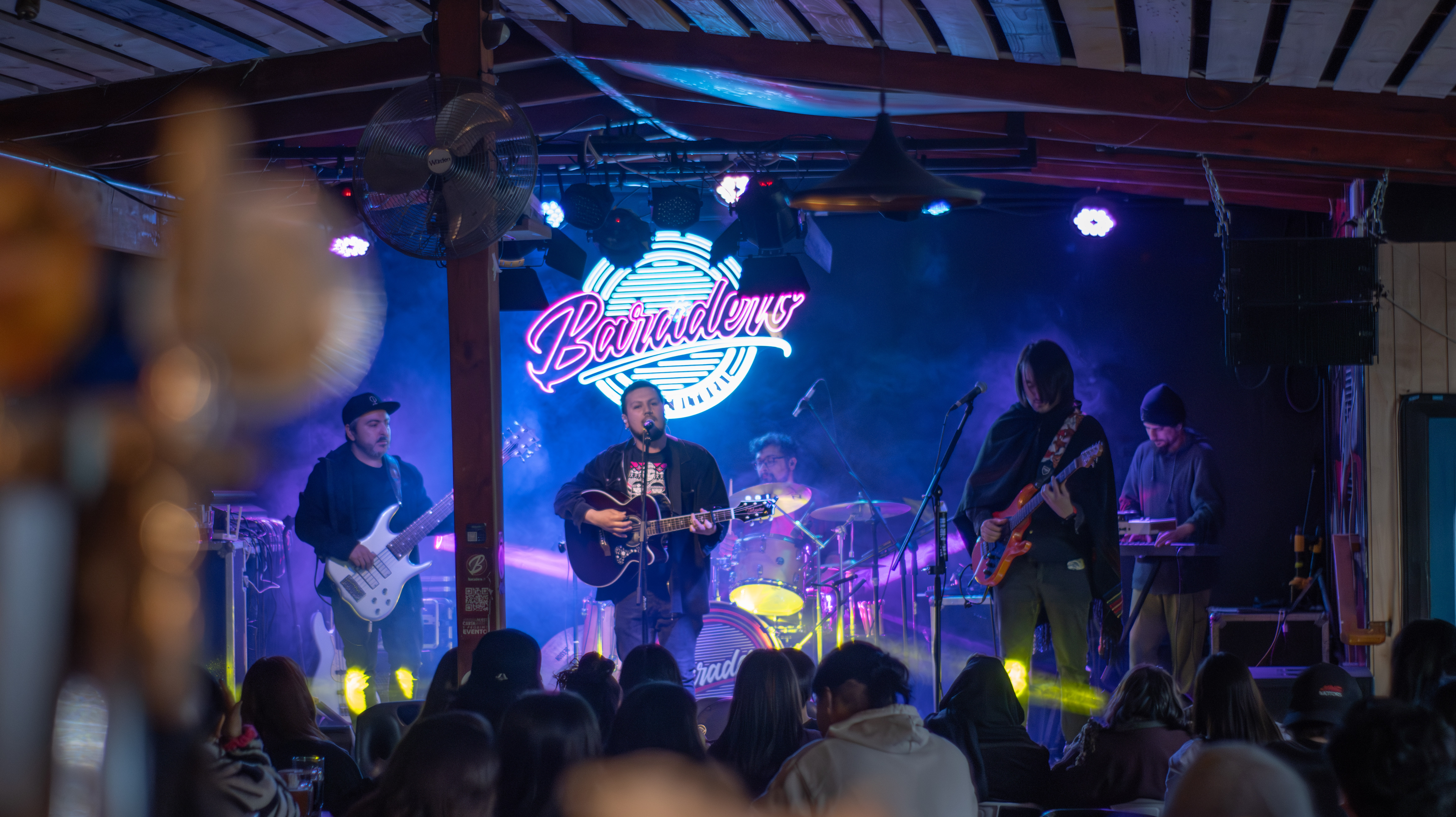
Mórpez en Bar Cultural Baradero junto a Tata Barahona

- Waldo Jeria - Batería

### Hitos Destacados
2022
Formación oficial de la banda en Puerto Varas, Región de Los Lagos.
Primeras presentaciones en vivo en espacios culturales y escenarios del sur de Chile, destacando su propuesta sonora de fusión folk pop.
2023
Participación en escenarios compartidos con artistas nacionales como Nano Stern, Pedropiedra, Fernando Milagros, Tata Barahona, entre otros.
Lanzamiento de los primeros sencillos en plataformas digitales, iniciando una etapa de consolidación en la escena independiente.
Inicio de la colaboración con el productor Diego Rodríguez Cereceda, quien se integraría a la banda como tecladista y productor musical.
2024
Lanzamiento de su primer álbum de larga duración, Cada hoja, un planeta, un trabajo conceptual que mezcla poesía, folk y sonoridades experimentales.
Realización del concierto de lanzamiento en el Centro de Arte Molino Machmar (CAMM) de Puerto Varas.
Selección de la banda para representar a la Región de Los Lagos en la Red Nacional de Festivales Escuelas de Rock y Música Popular 2024, organizada por el Ministerio de las Culturas, las Artes y el Patrimonio.

### Proyectos y Planes Futuros
Grabación de un EP para el segundo semestre del 2025.